# Юксекдаг, Фиген
Фиген Юксекдаг (тур. Figen Yüksekdağ; род. 1971, Сейхан, Адана, Турция) — турецкий политический деятель. Депутат Великого национального собрания Турции. Вместе с Селахаттином Демирташом являлась сопредседателем левой Демократической партии народов, занимала это пост с 22 июня 2014 года по 9 марта 2017 года.

## Биография
Фиген Юксекдаг была девятым ребёнком из десяти в консервативной, курдской верующей семье. Несмотря на это отец Фиген приложил большие усилия, чтобы дочь получила хорошее образование. Во время обучения в гимназии она увлеклась рабочим движением. После того, как она была арестована на первомайской демонстрации произошли конфликты с семьёй. В конце концов в восемнадцать лет Фиген покинула дом и переехала в Стамбул. Отношения с её семьей нормализовались лишь спустя годы.
Впервые участвовала в парламентских выборах в 2002 году как независимый кандидат в избирательном округе Адана. Через несколько лет была активисткой движения за права женщин, затем редактором социалистического женского журнала. Из-за своей политической деятельности в 2009 году она была арестована на демонстрации. В тюрьме она вышла замуж за Седата Сеноглы, с которым вместе работала в газете левой направленности. 
После освобождения в 2010 году она была соучредителем марксистско-ленинской Социалистической партии угнетённых. 7 сентября 2014 года Фиген Юксекдаг вступила в Демократическую партию народов, а уже 22 июня 2014 года стала сопредседателем партии.
На парламентских выборах в июне 2015 года Демократическая партия народов проходит в парламент, и Фиген Юксекдаг становится депутатом от провинции Ван. Однако уже в июле 2015 года прокуратура начинает предварительное судебное рассмотрение против лидеров партии ДПН за «пропаганду террористической организации», в частности, за поддержку организации «Отряды народной самообороны» (YPG).
В мае 2016 года была лишена депутатской неприкосновенности. 4 ноября 2016 года Фиген Юксекдаг и Селахаттин Демирташ были арестованы по решению прокуратуры.
21 февраля 2017 года Фиген Юксекдаг была исключена из парламента. 9 марта 2017 года постановил больше не признавать её членом ДПН. 11 апреля 2017 года её приговорили к 1 году тюремного заключения.